# Сергеев, Василий Степанович
Василий Степанович Сергеев (1927—1990) — деятель советских спецслужб, генерал-лейтенант госбезопасности. Руководитель военной контрразведки и член Коллегии КГБ СССР (1987—1990).

## Биография
Родился 1 февраля 1927 года в селе Чернолесское, Ставропольского края в крестьянской семье.
В период Великой Отечественной войны с 1944 года работал бухгалтером Арзгирской машинно-тракторной станции Ставропольского края. В 1944 году призван в ряды РККА. С 1944 по 1945 годы учился в 19-й школе снайперов Прикарпатского военного округа. С 1945 по 1951 годы служил инструктором-радиотелеграфистом в 128-м запасном стрелковом полку.
С 1951 годы направлен на службу в органы госбезопасности. С 1951 по 1953 годы учился в Харьковской школе МГБ СССР. С 1953 по 1959 годы работал оперуполномоченным в УКГБ СССР по Ставропольскому краю.
С 1959 по 1963 годы проходил обучение в Высшей школе КГБ СССР имени Ф. Э. Дзержинского.
С 1963 по 1965 годы — заместитель уполномоченного УКГБ по Ставропольскому краю по городу Пятигорску. С 1965 по 1968 годы — начальник 2-го (контрразведывательного) отдела УКГБ по Ставропольскому краю. С 1968 по 1973 годы — заместитель начальника УКГБ по Ставропольскому краю.
С 1973 по 1977 годы — председатель КГБ Кабардино-Балкарской АССР. С 1977 по 1983 годы — начальник УКГБ по Алтайскому краю.
С 1983 по 1987 годы — Первый заместитель начальника Третьего Главного управления КГБ СССР и начальник Управления «В» (контрразведка в органах МВД, военных комиссариатах, комитетах ДОСААФ, штабах гражданской обороны, военно-строительных частях).
С 1987 по 1990 годы — начальник Третьего Главного управления и член Коллегии КГБ СССР.
Умер 9 ноября 1990 года, находясь на службе. Похоронен в Москве на Кунцевском кладбище.

## Награды
- Орден Отечественной войны I степени
- Орден Красной Звезды